# Сартбаева, Кайыргуль Сартбаевна
Кайыргуль Сартбаева (кирг. Кайыркүл Сартбаева; род. 20 июня 1936, Кара-Булак, Киргизская АССР) — советская и киргизская оперная певица (лирико-драматическое сопрано), педагог, народная артистка СССР (1980). Около 600 записей арий, романсов и песен в исполнении певицы вошли в «Золотой фонд» Национальной телерадиовещательной корпорации Кыргызской Республики.

## Биография
Кайыргуль Сартбаева родилась 20 июня 1936 года в селе Кара-Булак Кеминского района Чуйской области в семье крестьян.
После окончания Московской государственной консерватории имени П.И.Чайковского в 1962 году была зачислена солисткой Кыргызского театра оперы и балета. Кайыргуль Сартбаева за период своей творческой работы смогла исполнить более 50 оперных партий, среди которых: Ай-Чурек из одноимённой оперы Владимира Власова, Абдыласа Малдыбаева, Владимира Фере, Джамиля из одноимённой оперы Михаила Раухвергера, Каныкей и Калыйман, Тотуя и Валентина из опер «Манас» и «Токтогул» Владимира Власова, Абдыласа Малдыбаева, Владимира Фере; Акбийке из оперы «Сепил» Сатылгана Осмонова, Айканыш из оперы «Курманбек» Насыра Давлесова, Лиза из оперы «Пиковая дама» и Татьяна из оперы «Евгений Онегин» Петра Ильча Чайковского, Баттерфляй из оперы «Чио-Чио-Сан» Джакомо Пуччини, Дездемона из оперы «Отелло» и Елизавета из оперы «Дон Карлос» Джузеппе Верди, Лиза Бричкина из оперы «А зори здесь тихие…» Кирилла Молчанова; Ярославна из оперы «Князь Игорь» Александра Бородина; Донна Анна из оперы «Дон Жуан» Вольфганга Амадея Моцарта, Аида из одноимённой оперы Джузеппе Верди и многие другие.
С 1962 года выступала солисткой Кыргызского театра оперы и балета им. А. Малдыбаева.
В 1969—1970 годах она стажировалась в Большом театре (Москва).
Выступала как камерная певица, в концертах. Первая исполнительница многих песен и романсов М. Абдраева, Т. Эрматова, К. Молдобасанова, Н. Давлесова, А. Джаныбекова, К. Осмонова, М. Бегалиева, А. Жээнбая, С. Бактыгулова.
Кайыргуль Сартбаева гастролировала за рубежом: Дания, Канада, Куба, Монголия, Польша, Румыния, Сирия, Турция, Чехословакия, Швейцария, Швеция, Япония, КНР и другие.
Она также преподавала в Кыргызском женском педагогическом институте, Кыргызском государственном институте искусств им. Б. Бейшеналиевой (в 1986—1989 годах — ректор) и Кыргызской национальной консерватории (профессор сольного пения с 1987).
В настоящее время является руководителем мастер-класса по вокалу в Кыргызском театре оперы и балета в рамках своей педагогической деятельности с молодым поколением солистов.
Активный член благотворительных фондов «Мээрим», «Тоо-Гулу» и «Эне».

### Семья
Кайыргуль Сартбаева была замужем за Кубанычбеком Арзиевым, режиссером и заслуженным деятелем культуры Киргизской ССР. У нее есть дочь - Айгуль, кандидат экономических наук и сын - Искендер, заслуженный артист Кыргызстана, художественный руководитель и главный режиссер Кыргызского национального академического театра оперы и балета им. Абдыласа Малдыбаева, а также 7 внуков и 4 правнуков.

## Награды и звания
Государственные награды:
- Народная артистка Киргизской ССР (1974)
- Народная артистка СССР (1980)
- Премия Ленинского комсомола Киргизской ССР (1974) — за концертную программу 1973—1974 годов
- орден Трудового Красного Знамени
- орден «Знак Почёта» (14 ноября 1980 года) — за большую работу по подготовке и проведению Игр XXII Олимпиады[5]
- орден «Манас» 2-й (2016) и 3-й (2002) степеней
- орден «Курманжан Датка» (2022)[6]
- Медаль «Данк» (1997)
- Медаль «В ознаменование 100-летия со дня рождения Владимира Ильича Ленина»

Другие награды:
- Памятная золотая медаль «Манас-1000» (1995)[7]
- Специальный приз — серебряная медаль за исполнение партии Мадам Баттерфляй из оперы Дж. Пуччини «Чио-Чио-Сан» на Международном конкурсе вокалистов в Токио (Япония, 1976)
- Премия Межреспубликанского конкурса вокалистов
- Почётные Грамоты Верховного Совета Киргизской ССР
- Международная премия «Золотой мост — Алтын Копір» (Республика Казахстан)
- Почётный гражданин Бишкека[8].

## Партии
- Маргарита — «Мефистофель» А. Бойто
- Маргарита — «Фауст» Ш. Гуно
- Айканыш — «Курманбек» Н. Давлесова
- Акбийке — «Сепил» С. Осмонова
- Джамиля — «Джамиля» М. Раухвергера
- Айчурек — «Айчурек» В. Власовыа, В. Фере и А. Малдыбаева
- Тотуя и Валентина — «Токтогул» В. Власова, А. Малдыбаева, В. Фере
- Каныкей и Калыйман — «Манас» В. Власова, А. Малдыбаева, В. Фере
- Татьяна — «Евгений Онегин» П. Чайковского
- Лиза — «Пиковая дама» П. Чайковского
- Баттерфляй — «Мадам Баттерфляй» Дж. Пуччини
- Елизавета — Дон Карлос Дж. Верди
- Дездемона — «Отелло» Дж. Верди
- Лиза — «Зори здесь тихие» К. Молчанова
- Ярославна — «Князь Игорь» А. Бородина
- Донна Анна — «Дон Жуан» В. Моцарта
- Аида — «Аида» Дж. Верди
- Гюльсара — «За час до рассвета» В. Власова и В. Фере
- Ольга — «Русалка)» А. Даргомыжского
- Микаэла — «Кармен» Ж. Бизе
- Синохан — «Сердце матери» С. Германова
- Кишимджан — «Олджобай и Кишимджан» М. Абдраева
- Чинар — «Алтын кыз» В. Власова и В. Фере
- Иоланта — «Иоланта» П. Чайковского
- Гульчохра — «Аршин мал алан» У. Гаджибекова
- Земфира — «Алеко» С. Рахманинова
- Си-Тай-Хао, Зулайка — «Ажал ордуна» («Не смерть, а жизнь») В. Власова, В. Фере, А. Малдыбаева